# Gumiel de Izán
Gumiel de Izán település Spanyolországban, Burgos tartományban. Gumiel de Izán Aranda de Duero, Quintana del Pidio, Gumiel de Mercado, Santibáñez de Esgueva, Oquillas, Villalbilla de Gumiel, Tubilla del Lago és Villanueva de Gumiel községekkel határos. Lakosainak száma 584 fő (2024).

## Népesség
A település népessége az utóbbi években az alábbiak szerint változott:
| Lakosok száma | 594  | 665  | 641  | 643  | 637  | 589  | 557  | 556  | 556  | 584  |
|               | 2001 | 2004 | 2006 | 2009 | 2011 | 2014 | 2016 | 2019 | 2021 | 2024 |